# Opération Schneesturm
Seconde Guerre mondiale
Batailles
Opérations anti-partisans en Croatie
L'opération Schneesturm (tempête de neige) est la seconde partie de l'opération Kugelblitz, une offensive majeure contre les Partisans menée par les forces allemandes entre le 21 et le 29 décembre 1943.

## But de l'opération
L'opération fut effectuée pour terminer l'anéantissement des forces partisanes qui avaient réussi à s'échapper en Bosnie orientale dans les régions située entre Maglaj - Tuzla - Vlasenica - Visoko à la suite de l'opération Kugelblitz.
| \| Visoko Vlasenica Tuzla Maglaj \| |
| Visoko Vlasenica Tuzla Maglaj       |

## Forces en présence
Forces de l'Axe
 Reich allemand
- 1re division de montagne
- 369e Infanterie Division (Kroatische) (éléments)
- 187e Infanterie Division (Éléments)
- Reserve-Jäger-Regiment 1
- Grenadier-Regiment (mot.) 92
- Panzergrenadier-Lehr-Regiment 901
- 2. Regiment Brandenburg (mot.)

 Waffen-SS
- 7e division SS Prinz Eugen

 SS-Polizei
- Des forces de police et de sécurité

 Tchetniks
- Milice musulmane du Sandjak (en)
- Éléments auxiliaires

 Royaume de Bulgarie
- 24e division d'infanterie (Bulgarie)

Résistance
 Partisans
- 3e corps d'armée (NOVJ)
  - 17e division des partisans (NOVJ)
  - 27e division des partisans (NOVJ)
- 5e division des partisans Krajiški (NOVJ)

## L'opération
L'opération Schneesturm et sa première phase, l'opération Kugelblitz, sont connues comme étant les deux phases de la 6e grande offensive anti-Partisans.
Immédiatement après l'opération Kugelblitz, les forces de l'Axe ont soigneusement ratissées la région montagneuse entre Tuzla et Sarajevo.
N'étant pas en mesure de proposer une bataille rangée aux partisans, les troupes de l'Axe ont eu recours au pillage et violant les femmes et les jeunes filles, et brûlant une centaine de villages puis occupant les villages Pravoslavni. Les auteurs des viols et des pillages auraient été les auxiliaires tchetniks plutôt que les troupes allemandes .

## Bilan
Les pertes des forces de l'Axe ne sont pas connues.
Les Allemands revendiquent plusieurs milliers de partisans morts et plusieurs centaines de prisonniers .